# Anaxagorea brachycarpa
Anaxagorea brachycarpa R.E.Fr. – gatunek rośliny z rodziny flaszowcowatych (Annonaceae Juss.). Występuje naturalnie w Gujanie, Wenezueli, Kolumbii, Ekwadorze, Peru oraz Brazylii (w stanach Acre i Amazonas). 

## Morfologia
PokrójZimozielone drzewo lub krzew dorastające do 3–15 m wysokości.
LiścieMają kształt od odwrotnie owalnego do eliptycznego. Mierzą 9–28 cm długości oraz 2–9 cm szerokości. Są owłosione od spodu.
KwiatySą zebrane w pęczkach. Rozwijają się na pniach i gałęziach (kaulifloria). Mają barwę od zielonkawej do żółtawej.
OwoceOwłosione mieszki o zielonej lub żółtej barwie. Osiągają 20–30 mm długości.

## Biologia i ekologia
Rośnie w wiecznie zielonych lasach. Występuje na wysokości do 500 m n.p.m.